# Rubens Cardoso
Rubens Vanderlei Tavares Cardoso, mais conhecido como Rubens Cardoso (São Paulo, 6 de setembro de 1976), é um ex-futebolista e atual treinador brasileiro, que atuava como lateral-esquerdo.
Atualmente, é auxiliar técnico de Clemer no Grêmio Esportivo Brasil.

## Carreira
Começou sua carreira no Botafogo (SP).
Em 2000, jogou pelo Santos, comprado do Guarani.
Em 2001, atuou por empréstimo no Grêmio, onde ganhou o Campeonato Gaúcho e a Copa do Brasil.
No ano seguinte, foi rebaixado com o Palmeiras no Campeonato Brasileiro.
O ápice da sua carreira foi a conquista da Tríplice Coroa no Internacional, onde virou ídolo pelas grandes atuações. Na final do Mundial de Clubes de 2006, contra o Barcelona, Rubens Cardoso foi titular do time que foi campeão.
Após sua carreira vitoriosa no Colorado, foi para o Coritiba em 2008, onde até começou bem, sendo titular absoluto e realizando grandes partidas, mas perdeu espaço e não teve seu contrato renovado com o Coxa.
Como possuía amizade com Alexandre Gallo, na época, técnico do Bahia, foi levado para o Tricolor em 2009, onde mostrou ser um grande lateral-esquerdo e disputou o último Campeonato Brasileiro da Série B pelo Bahia.
Posteriormente, foi apresentado como novo reforço do Sertãozinho, assinando contrato até o final do Campeonato Paulista.
Anunciou sua aposentadoria em 2012, depois de defender o Jabaquara.

## Títulos
Grêmio
- Campeonato Gaúcho: 2001
- Copa do Brasil: 2001

Internacional
- Copa Libertadores da América: 2006[1]
- Copa do Mundo de Clubes da FIFA: 2006[1]
- Recopa Sul-Americana: 2007[1]

Coritiba
- Campeonato Paranaense: 2008